# Urophora stenoparia
Urophora stenoparia är en tvåvingeart som beskrevs av Steyskal 1979. Urophora stenoparia ingår i släktet Urophora och familjen borrflugor. Inga underarter finns listade i Catalogue of Life.